# Pyramidops raptator
Pyramidops raptator is een hooiwagen uit de familie Pyramidopidae.